# ليساندرو مويانو
ليساندرو مويانو (بالإسبانية: Lisandro Moyano) هو لاعب كرة قدم أرجنتيني في مركز الهجوم، ولد في 11 يوليو 1983 في بوينس آيرس في الأرجنتين. لعب مع نادي سان لورينزو.